# Victoria Campbell (philanthrope)
Pour l’article ayant un titre homophone, voir Viktoria Kampbell.
Pour les articles homonymes, voir Campbell.
Victoria Campbell (22 mai 1854 - 6 juillet 1910) est une philanthrope britannique. Elle est issue de deux familles des plus grands propriétaires fonciers d'Écosse, étant la troisième fille de George Campbell (8e duc d'Argyll) et de son épouse Elizabeth Leveson-Gower. Un épisode de poliomyélite dans son enfance provoque une paralysie et l'oblige à porter des attelles pour le reste de sa vie.
En 1882, elle connait une « seconde consécration » et consacre le reste de sa vie à aider ceux qui vivent sur les îles d'Argyll. Elle visite fréquemment l'île de Tiree, où elle défend des organisations sociales et religieuses, et s'y installe en 1891. Elle fait également la promotion de l'île, envoyant des détails sur le sort des insulaires dans des lettres régulières à la presse britannique. En 1911, la sœur de Victoria, Frances Balfour, publie une biographie posthume d'elle.

## Famille et jeunesse
Victoria Campbell est née à Carlton House, Londres, le 22 mai 1854, troisième fille et huitième enfant de George Campbell (8e duc d'Argyll) et de sa première épouse, Elizabeth Leveson-Gower,. En tant que tel, le nouveau bébé est un membre des familles Campbell et Leveson-Gower, deux des plus grands propriétaires terriens d'Écosse. Elle est nommée d'après la reine Victoria, la monarque régnant au moment de sa naissance. Sa grand-mère maternelle, la duchesse de Sutherland, est amie de la reine et maîtresse de la garde-robe . Elle est la seule des douze frères et sœurs Campbell à ne jamais se marier.
À l'âge de cinq ans, Lady Victoria contracte la poliomyélite, qui provoque une paralysie et l'oblige à porter des attelles pour le reste de sa vie,. De 1859 à 1868, sa santé l'oblige à passer la majeure partie de l'année à Londres et à Brighton, auprès de son orthopédiste Matthias Roth. Victoria est souvent séparée de sa famille immédiate pendant ces périodes, bien qu'elle ait été soignée par sa tante célibataire Emily MacNeill et sa servante et compagne de toujours Elizabeth Knowles,. Malgré cette séparation, Victoria est particulièrement proche de sa sœur Frances Balfour qui en 1868 décrit la chambre de Victoria comme « le centre de l'amusement et de la malice qui se passait dans le cercle familial ».
Victoria subit plusieurs traitements et interventions chirurgicales pour soulager la paralysie de ses jambes, et après une thérapie physique, elle peut finalement utiliser des béquilles et des cannes. Sa sœur Frances observe plus tard que parce que les maux de Victoria se sont produits à un âge précoce, c'est devenu « une deuxième nature » pour faire face et elle en a rarement parlé . En 1868, à l'âge de 14 ans, Victoria développe un abcès pulmonaire qui a failli causer sa mort, et elle continue à avoir des infections pulmonaires pour le reste de sa vie. Cette même année, la duchesse a un accident vasculaire cérébral. Après la mort de la duchesse en 1878, la tension des nombreuses années de soins infirmiers peut avoir été la cause de la dépression nerveuse de Victoria en 1878-1879. Victoria supervise ensuite la gestion des ménages de son père jusqu'à son remariage en 1881.

## Philanthropie

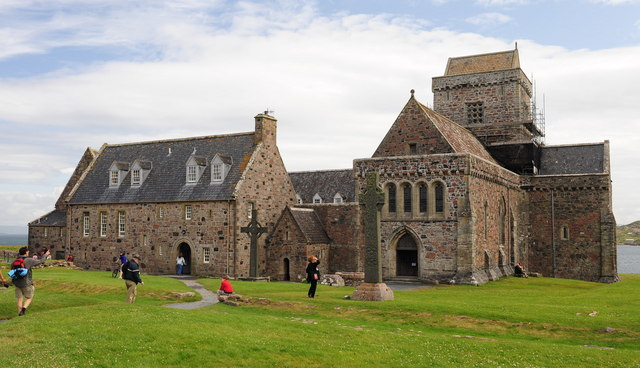
Abbaye d'Iona, où Lady Victoria connait une "seconde consécration ".

Malgré sa capacité limitée à marcher, Victoria visite fréquemment des familles pauvres sur l'île d'Iona. Pendant une visite à l'Abbaye d'Iona en 1882, Victoria éprouve une « deuxième consécration » et se consacre par la suite à aider ceux qui vivent sur les îles dans tout Argyll,. Une plaque est installée plus tard dans l'abbaye qui se lit comme suit : « Dans cette église et par cette fenêtre, Victoria, fille de George, huitième duc d'Argyll, a consacré sa vie à la gloire de Dieu au service du peuple de ces îles. » .
En 1885, elle commence à prendre des cours de gaélique qui était parlé sur toutes les îles ; elle enseigne parfois des cours bibliques dans la langue. Elle soutient également la création d'art et d'artisanat inspirés de la culture celtique et participe à un regain d'intérêt pour le christianisme celtique à Argyll ; les entrepreneurs artisanaux celtiques Alexander et Euphemia Ritchie d'Iona sont deux de ses élèves.

### Tiree
Lady Victoria vient sur l'île de Tiree pour la première fois en 1878, lors d'un voyage sur le yacht de son père. En 1886, elle apprend un différend entre son père et les habitants de Tiree, qui ont subi des difficultés économiques récentes. Les insulaires souhaitent qu'une ferme soit convertie en crofts, mais le duc la loue à la place à quelqu'un d'autre. Les citoyens locaux empêchent le nouveau locataire de reprendre la ferme, provoquant l'arrestation d'au moins huit hommes. L'historienne Joan B. Huffman décrit cet événement comme « qui a changé la vie » de Victoria, car elle a augmenté ses visites sur l'île et y a emménagé en 1891.
Sur Tiree, Victoria défend des organisations sociales et religieuses telles que le YWCA et organise des soupes populaires. Elle supervise également la formation des hommes et des femmes. Lady Victoria promeut Tiree sous le pseudonyme « Hebridean », en envoyant des détails sur le sort des insulaires dans des lettres régulières à la presse britannique. Elle est tenue en haute estime par les habitants, qui admirent sa détermination à atteindre l'île même lorsque le mauvais temps rend le voyage dangereux  .
Vers la fin de sa vie, Victoria joue un rôle déterminant dans l'obtention de la construction d'une nouvelle jetée pour Tiree . Le voyage vers l'île pouvait être difficile et dangereux, car il n'y avait pas de jetée adéquate pour y accéder. Les résidents avaient à plusieurs reprises demandé de l'aide à son père, pour se heurter à un refus; le duc décide qu'il ne serait pas le seul à financer sa construction, malgré le danger que le voyage à Tiree représente pour sa fille. Une nouvelle jetée n'est construite qu'après sa mort. Elle est morte le 6 juillet 1910 de la grippe et de pneumonie à Édimbourg, et est inhumée dans le cimetière de Liberton . En 1911 sa sœur Frances publie une biographie posthume de Victoria  .